# Modalrhythmik

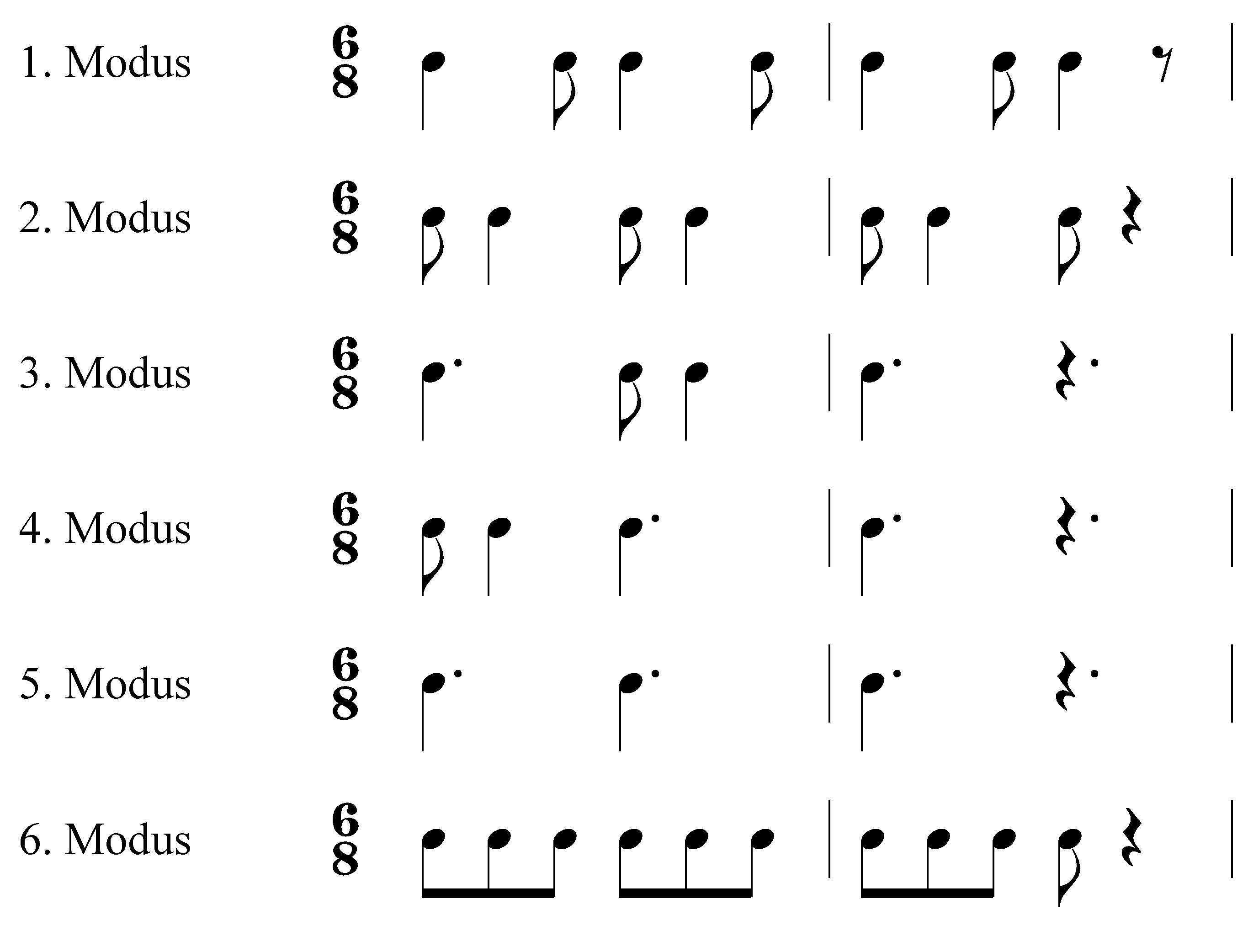
Die Rhythmen der sechs Modi

Modalrhythmik bezeichnet diejenigen Rhythmen, die sich bei der Verwendung von Modalnotation ergeben, sowie deren Verwendung in anders notierten Musikstücken der entsprechenden Zeit (vor allem 13. Jahrhundert).

## Die Rhythmen
Vor dem 13. Jahrhundert war es in der europäischen Musik noch nicht üblich, den Rhythmus einer Komposition in Symbolen für Dauern zu notieren. Die Modalnotation des 13. Jahrhunderts führte dann entsprechende Zeichen ein – allerdings nur bei relativ einfachen Rhythmen und auch nur in bestimmten musikalischen Gattungen.
Die Musiktheoretiker unterschieden sechs verschiedene Modi. Diese entsprechen sechs verschiedenen, im Wesentlichen ausschließlich dreizeitigen ostinativen Dauernschemata (siehe Abbildung). Es kommen nur wenige unterschiedliche Notenwerte vor, die nicht beliebig unterteilt oder kombiniert werden und die stets im Verhältnis 2:1 bzw. 1:2 stehen (Pulsdauer vs. Längung). Binäre oder synkopen-ähnliche Rhythmen lassen sich noch nicht darstellen.
Der Modus-Begriff bezeichnet also eine nicht als Dauer symbolisierte Lesart von Tonhöhensymbolen, die der Ausführende kennen muss und bei der Ausführung pauschal auf den Text anwendet. Stücke in Modalnotation werden heute üblicherweise in einen 6/8-Takt übertragen.

## Modalrhythmik in der frühen Motette
Die Rhythmen der sechs Modi, insbesondere die des 1. und des 5. Modus, finden sich auch in der frühen Motette des 13. Jahrhunderts. Diese sind nicht mehr in der Modalnotation, sondern in einer Frühform der Mensuralnotation notiert. Dadurch wurde es möglich, auch andere Rhythmen als die der sechs Modi zu verwenden. Jedoch wurden die vertrauten Rhythmen offenbar weiterhin bevorzugt.
Plausibel wird dieser Sachverhalt, wenn man bedenkt, dass die Motette eng verwandt ist mit der Clausula: Die gleiche Komposition kann in der einen Handschrift als Clausula ohne Text und in Modalnotation stehen sowie in einer anderen Handschrift als Motette mit Text und in früher Mensuralnotation.

## Die Modaltheorie und Pierre Aubry

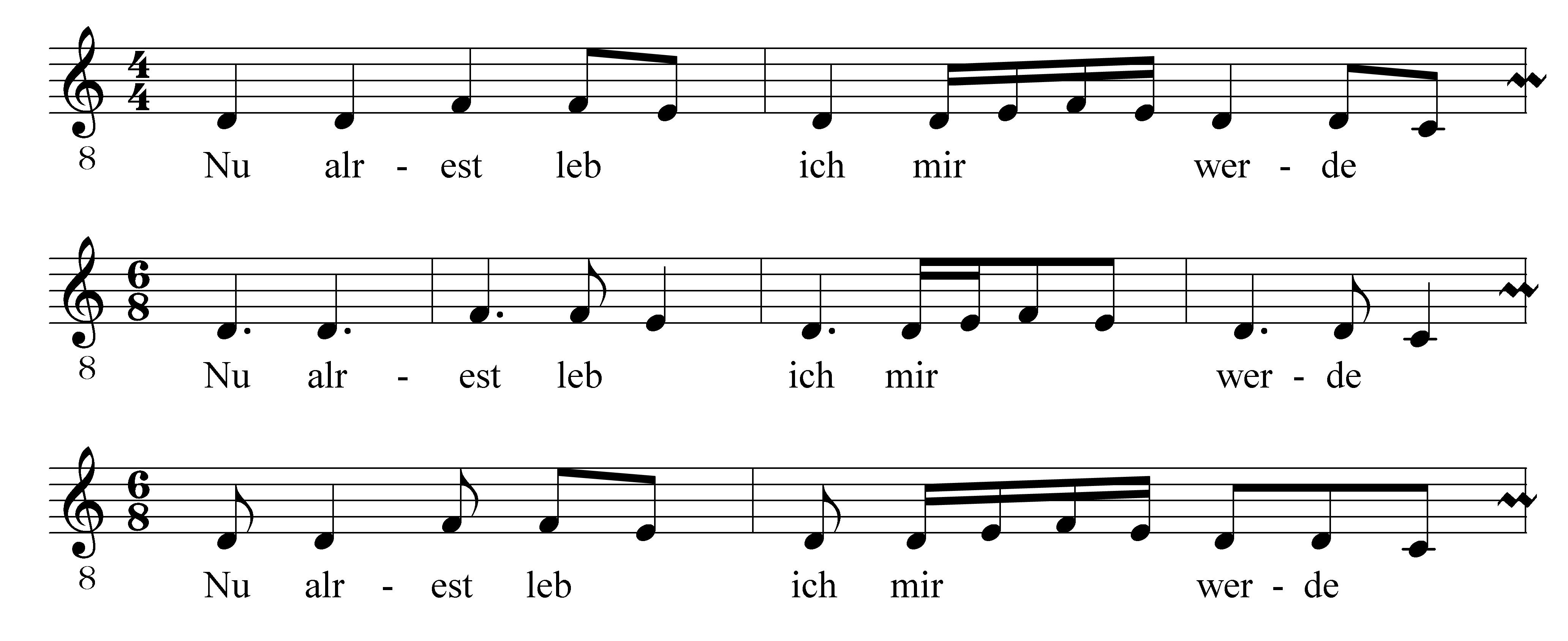
So hätten die beiden Musiktheoretiker vermutlich den Beginn des Palästinaliedes von Walther von der Vogelweide übertragen:
Zeile 1) Übertragung nach Riemanns Methode
Zeile 2) Übertragung nach Aubrys Methode von 1905
Zeile 3) Übertragung nach Aubrys Methode von 1907

Nur ein Teil der Musik des 13. Jahrhunderts ist entweder mit Hilfe der Modal- oder der Mensuralnotation rhythmisch genau notiert. Die frühe Mensuralnotation entstand nämlich erst spät im 13. Jahrhundert, und die Modalnotation lässt sich nur bei Stücken anwenden, die überwiegend melismatisch sind, bei denen also sehr viele Töne auf eine Silbe kommen. Die Lieder der Trobadors, Trouveres und Minnesänger sind jedoch meist überwiegend syllabisch, d. h. die meisten Silben haben nur einen Ton. Ähnliche Probleme ergeben sich beim Conductus. Der Musiktheoretiker Hugo Riemann hatte zwischen 1896 und 1902, von den Versmaßen im Minnesang ausgehend, eine Rhythmisierungsmethode für diese Stücke entwickelt: Jede Silbe bekam den Werte einer Viertelnote in einem 4⁄4-Takt, bei mehr Tönen pro Silbe wurde diese Viertelnote entsprechend unterteilt.
Eine Alternative dazu entwickelte der französische Musikgelehrte Pierre Aubry ab 1905 für die Lieder der Trouveres: Zunächst versah auch er alle Textsilben mit gleich langen Notenwerten. Anders als Riemann wählte er jedoch einen Dreier-Takt, so dass sich bei mehreren Tönen pro Silbe Rhythmen ähnlich denen in Modalnotation und früher Motette ergaben.
Im Jahre 1907 erweiterte er seine Methode dadurch, dass nun auch der Text selbst rhythmisiert werden konnte, den unterschiedlichen Versmaßen entsprachen dabei die unterschiedlichen Rhythmen der Modi. (1909 urteilte ein französisches Gericht, dass ihn dabei der Straßburger Romanist Jean Beck beeinflusst haben soll). Diese Modaltheorie hatte gegenüber Riemanns Methode den Vorteil, dass hier Rhythmen verwendet wurden, die in der entsprechenden Zeit selbst beliebt waren.
Die Auseinandersetzung darüber, wie mittelalterliche Musik rhythmisiert werden sollte, spielte noch bis in die Mitte des 20. Jahrhunderts eine bedeutende Rolle in der Musikwissenschaft. Mittlerweile verwendet man für solche Stücke oft rhythmisch neutrale Übertragungen und überlässt die konkrete rhythmische Ausgestaltung den Ausführenden.